# Groupe Ensemble pour la République
Pour les articles homonymes, voir Groupe La République en marche et Ensemble pour la République.
Le groupe Ensemble pour la République (abrégé en EPR) — dénommé entre 2022 et 2024 groupe Renaissance et de 2017 à 2022 groupe La République en marche — est le groupe parlementaire de l'Assemblée nationale constitué autour du parti Renaissance.
Il est constitué à la suite des élections législatives de 2017, qui lui donnent la majorité relative des sièges durant la XVe législature. Le groupe perd cette majorité le 19 mai 2020 en raison de la constitution d'un nouveau groupe, Écologie démocratie solidarité et connaît la plus forte baisse d'effectif pour un groupe majoritaire sous la Ve République.
À la suite des élections législatives de 2022, il est le principal groupe sous la XVIe législature sans pour autant disposer de la majorité absolue, y compris avec ses alliés. Sous la XVIIe législature, le groupe devient l'une des trois composantes minoritaires de l'assemblée à la suite des élections législatives de 2024.

## Activité législative

### Vote des loi

Logo de 2017 à 2022

Les lois pour la confiance dans la vie politique sont les premiers textes adoptés, promulgués le 15 septembre 2017. Celles-ci prévoient notamment la suppression de la réserve parlementaire, la prévention des conflits d’intérêt et un contrôle renforcé de l’indemnité représentative de frais de mandat.
Début 2018, à l’approche de la présentation du projet de loi asile-immigration par Gérard Collomb, une centaine de députés LREM s'oppose à une proposition de loi souhaitée par le gouvernement et portant sur les conditions du placement en centre de rétention des étrangers soumis au règlement européen sur l’asile. Contexte relève que « c’est la première fois qu’un groupe de parlementaires LRM dépose des amendements contre l’avis du gouvernement et les défend en commission et dans l’hémicycle, exprimant ainsi publiquement un désaccord politique ». Lors du vote final en première lecture du projet de loi asile et immigration, le député Jean-Michel Clément vote contre et quitte le groupe LREM. Par ailleurs, 13 députés LREM s'abstiennent sur ce vote. Mediapart ajoute que 99 députés LREM « n’ont pas participé au vote, dont une partie pour ne pas se prononcer sur un projet de loi qu’elles n’approuvaient pas ».
En juillet 2018, la députée Aina Kuric vote contre le projet de loi asile et immigration en deuxième lecture en raison de l'amendement ajouté qui modifie les conditions d'accès à la nationalité française à Mayotte,, ce qui lui vaut un avertissement.
En décembre 2018, en pleine crise des Gilets Jaune, le député Sébastien Nadot vote contre le budget qu'il juge muet sur les questions sociales et environnementales et est exclu du groupe LREM.
En février 2019, le groupe connaît un record d'abstention (50 députés de la majorité) lors du vote de la « loi anti-casseurs ». Ce record est battu en juillet 2019 avec le vote de ratification de l'Accord économique et commercial global, dit CETA : 52 députés LREM s'abstiennent, et neuf votent contre,. Gilles Le Gendre assure cependant qu'il ne procédera pas à l'exclusion de ces neuf députés, indiquant : « L’exclusion est réservée à des cas précis prévus par [le] nouveau règlement intérieur. En l’occurrence, voter contre le budget, la confiance au gouvernement ou avoir une expression clairement identifiée comme contraire à la charte [du] groupe ». En octobre 2020, le groupe connaît un nouveau record d'oppositions et d'abstentions à un texte : seulement 175 des 271 membres votent en faveur du texte prévoyant la réintroduction temporaire des néonicotinoïdes pour la filière betteraves ; 32 votent contre et 36 s'abstiennent.
Exceptionnellement, les députés LREM se voient accorder la liberté de vote sur le projet de loi bioéthique. Lors du vote en deuxième lecture, où la plupart des groupes avait accordé la liberté de vote à ses députés, le groupe LREM avait selon le site Datan un taux de cohésion de 0,73, un taux particulièrement faible (45 députés LREM ont voté pour, 7 contre et 3 se sont abstenus).

### Volume d'activité
Après six mois de législature, un classement établi par Capital situe La République en marche ! comme le parti dont les députés sont les moins actifs en moyenne. Les députés du groupe contestent la méthodologie de ce classement, qui serait structurellement plus favorable aux groupes d'opposition selon eux.
Après un an de législature, Contexte, s'appuyant sur sa comparaison « des données de l’Assemblée sur l’activité parlementaire entre la première année des députés marcheurs (juin 2017-juin 2018) et celle des élus socialistes de l’ère Hollande (juin 2012-juin 2013) », estime que « l’arrivée massive des nouveaux députés macroniens à l’Assemblée en juin 2017 a juste entraîné une accélération du rythme de travail, pas une révolution des pratiques ». À la même période, Les Jours indique que la moyenne du taux de présence aux votes de l'Assemblée du groupe LREM est de 26 % ; il est le groupe le plus présent après celui de La France insoumise. Les députés sortants sont, en moyenne, beaucoup plus absents que ceux élus pour la première fois en 2017.

### Amendements
Au début de la législature, les membres du groupe REM ont interdiction, selon l'article 16 de leur règlement, de signer des amendements proposés par d'autres groupes, y compris alliés, sous peine de sanctions,. Cette interdiction avait été mise en place par Bruno Le Roux au sein du groupe socialiste, en 2012. Tous les amendements du groupe doivent être soumis à des « réunions de balayage » dirigées par le coordinateur du groupe sur le texte, les députés ne déposant leur amendement que s’il est validé : ce dispositif a lui aussi été copié sur celui du groupe socialiste de la précédente législature. Contexte indique en septembre 2018 que « depuis le début de la législature, aucun responsable de texte n’a été mis sérieusement en difficulté par la pression des députés de base » lors de ces réunions de balayage.
Le groupe s'affranchit parfois de l'avis du gouvernement sur ses amendements : Mediapart relève ainsi que « dans un bras de fer au sujet du budget du Centre national pour le développement du sport (CNDS), les députés avaient réussi à faire plier l’exécutif » ; de même, ils parviennent, en juillet 2017, « contre l’avis du gouvernement, à faire interdire la rémunération des assistants parlementaires par les lobbies ». En juin 2018, en comparaison avec la première année du groupe PS en 2012-2013, Contexte observe que « le nombre d’amendements déposés et adoptés est aussi en hausse, notamment de la part de la majorité. Sur les 11 premiers mois d’activité, la majorité LRM-Modem a déposé 9 582 amendements, contre 4 403 pour la période 2012-2013, selon notre analyse ».
Selon Contexte qui cite « plusieurs observateurs », le classement de Capital de décembre 2017 « a fait basculer les pratiques. Cet article répertoriait le nombre d’amendements déposés et de prises de parole en séance et en commission. Pour avoir respecté les règles de fonctionnement du groupe, de nombreux députés de la majorité se sont retrouvés mal évalués et critiqués sur le terrain par leurs électeurs. La réaction a été immédiate. Les élus LRM ont commencé à déposer des amendements de manière individuelle, au point d’amener le groupe à réfléchir, en juin, à revoir son dispositif, désormais dépassé ».
Le dépôt d'amendements individuels par des députés du groupe LREM augmente dans les semaines qui suivent l'adoption de la loi asile-immigration, au point que Richard Ferrand confie à deux de ses proches, les députés Gilles Le Gendre et Pacôme Rupin, la mission de réfléchir à la façon d’en réduire le nombre.
En septembre 2018, après que Marc Fesneau, candidat du groupe MoDem à la présidence de l'Assemblée, a recueilli les voix de certains députés du groupe LREM au détriment de Richard Ferrand, Christophe Castaner, délégué général du parti et ministre des Relations avec le Parlement, accepte que les députés MoDem puissent cosigner des amendements de députés LREM. En novembre 2018, dans le cadre de l'examen en première lecture du projet de budget pour 2019, l'Assemblée nationale adopte de justesse (par 22 voix contre 20) un amendement du groupe MoDem excluant l'huile de palme de la liste des biocarburants, contre l'avis du gouvernement et du rapporteur général : le groupe MoDem obtient en effet le soutien de tous les groupes d'opposition ainsi que 5 LREM, le groupe UDI, Agir et indépendants étant partagé.
En octobre 2018, dans le cadre de l'examen du projet de loi de financement de la Sécurité sociale (PLFSS), 34 députés LREM menés par Jean-François Cesarini défendent un amendement visant à rendre plus progressive la hausse de la contribution sociale généralisée (CSG) : celui-ci est adopté en commission des Affaires sociales grâce au renfort de députés de l’opposition et de certains MoDem, contre l’avis du groupe LREM et du rapporteur général du PLFSS, Olivier Véran, ce qui occasionne « un remontage des bretelles » de la part de Gilles Le Gendre, président du groupe LREM. Pour Libération, cet amendement vient « torpiller les efforts déployés par le gouvernement pour tenter de refermer une bonne fois pour toutes l’épineux dossier CSG » alors que « cette mesure, en vigueur depuis le 1er janvier 2018, est emblématique du début du quinquennat ».

### Relations au sein du groupe
La presse fait état durant l'été 2017 d'une cohabitation difficile entre les 27 députés réélus et ceux élus pour la première fois, les premiers regrettant que les seconds ne cherchent pas à s'appuyer sur leur expérience. Des députés d'autres formations jugent le groupe majoritaire « apathique » et peu enclin à débattre des amendements.
Dès juillet 2017, la gestion du président Richard Ferrand est contestée et ses inflexions pour préserver la réserve parlementaire ou remettre en cause le projet d'obliger les candidats à une élection à avoir un casier judiciaire vierge mal comprises.
À partir de l'été 2018, la presse observe une dégradation des relations au sein du groupe LREM, visible à travers des amendements votés contre l’avis du gouvernement, des tentatives d’infléchir la ligne à gauche ou vers plus d’écologie, des rivalités internes plus fortes pour les postes à responsabilités, ou encore une démobilisation croissante lors de la réunion hebdomadaire du groupe ou aux séances de questions d’actualité,. Le Huffington Post indique que « s'ils ont pu remettre en cause la gestion de l'affaire Benalla par l'Élysée ou si certains ont émis des doutes sur la manière avec laquelle le dossier Aquarius a été géré, aucun parlementaire LREM ne critique frontalement Emmanuel Macron », contrairement aux députés frondeurs de la précédente législature qui étaient « très structurés avec des leaders et un courant qui pesait au sein du parti ». Contexte indique que « contrairement au groupe PS entre 2012 et 2017, les marcheurs ne sont pas structurés en courants politiques. Les coalitions se montent de manière informelle, au gré des textes, mais également des rencontres dans les couloirs ou des affinités préexistantes ».

### Collectifs
Fin 2017, un groupe d'une trentaine de députés se forme autour de Brigitte Bourguignon : celui-ci revendique une « fibre sociale » et apparaît comme l'aile gauche du groupe parlementaire. Sonia Krimi prend la tête de ce groupe à l'automne 2018. En juin 2019, un « Collectif social-démocrate », composé d'une vingtaine de députés, se crée au sein du groupe avec pour objectif d'en réunir l'aile gauche,.
En août 2018, des députés du groupe LREM tentent de créer derrière François-Michel Lambert et Paul Molac un nouveau groupe parlementaire, plus impliqué sur les questions de changement climatique. Cette démarche aboutit à la création du groupe Libertés et territoires à la rentrée.
En septembre 2018, une vingtaine de députés LREM élus en milieu rural créent, à l'initiative de Benoît Simian, le « Cercle girondin LREM » : celui-ci vise à répondre à la critique du « manque d’ancrage local de la majorité ».
En janvier 2019, un groupe de députés LREM fait part publiquement, sur Twitter, de son profond désaccord à l'égard de la proposition de Jean-Michel Blanquer d'instaurer des sanctions financières contre les familles d’adolescents à problèmes : selon Mediapart, « c’est la première fois que, dans le même temps, un tel collectif informel de parlementaires prend la parole de manière concomitante sur les réseaux sociaux ».
Plusieurs membres et anciens membres du groupe majoritaire fondent en mai 2020 un groupe parlementaire dissident, Écologie, démocratie et solidarité. Ils sont menés par Matthieu Orphelin et Paula Forteza.
Au sein du groupe se crée en 2020 le mouvement « En commun », d'abord constitué comme association puis comme parti politique, tout en restant membre de la majorité. Situé sur l'aile gauche de la majorité, à connotation écologique et sociale, il compte en octobre 2020 environ 500 adhérents payants, dont une cinquantaine de parlementaires. Il est présidé par Philippe Hardouin, un dirigeant d'entreprise, et compte trois vice-présidents : Barbara Pompili, Hugues Renson et Jacques Maire.

### Élections internes
En juillet 2019, à mi-mandat, quelque 90 députés de la majorité présidentielle sont candidats aux 22 postes remis en jeu au sein du groupe. La plupart des sortants aux postes importants sont réélus, le renouvellement intervenant sur des fonctions de second rang : les sept postes de secrétaire siégeant au bureau de l'Assemblée changent de titulaire,.

## Composition
Après avoir compté 314 députés au début de la législature, le groupe LREM en compte 268 en mai 2021, (266 membres et 2 apparentés),,. Il s'agit d'une baisse record pour un groupe majoritaire sous la Ve République. Le groupe perd la majorité absolue en mai 2020.
Parmi les candidats présentés aux élections législatives 2017, 52 % appartenaient à la société civile et n'avaient jamais exercé de mandat électif.
Ces élections législatives vont avoir pour principal écho : le renouvellement significatif de l'Assemblée et de ses 577 membres. Avec 308 élus, La République en marche revendique deux tiers des nouveaux députés, soit 281 sur 424 novices. Selon Le Parisien, au début de la législature, 169 députés LREM n'ont jamais exercé le moindre mandat (et 98 d'entre eux n'ont aucune couleur politique connue) ; la gauche (PS, PRG, écologistes, DVG) est de loin la plus représentée des tendances avec 126 députés, dont 83 ont été élus ou ont eu une activité partisane sous la bannière socialiste ; enfin, 48 élus viennent de la droite (UDI, LR, DVD) et 17 des centristes. 77 députés LREM sont des anciens élus et/ou militants socialistes. Le groupe est composé à 10 % de chefs d’entreprise et à 21 % de cadres du privé.
Le premier secrétaire général du groupe LREM, Jérôme Taillé-Rousseau, était auparavant secrétaire général-adjoint du groupe socialiste à l'Assemblée. Après l'élection de Gilles Le Gendre à la présidence en septembre 2018, il est remplacé par Pierre Herrero, ex-directeur de cabinet à l’École polytechnique.

### Effectifs et dénomination
| Législature | Année        | Nom                         | Nombre de membres | Nombre d’apparentés | Nombre de députés | Évolution | Pourcentage |
| ----------- | ------------ | --------------------------- | ----------------- | ------------------- | ----------------- | --------- | ----------- |
| XVe         | 2017         | La République en marche     | 309               | 5                   | 314               | Nv.       | 54,42 %     |
| XVe         | 2022 (fév.)  | La République en marche     | 263               | 4                   | 267               | 47        | 46,27 %     |
| XVIe        | 2022 (juin)  | Renaissance                 | 168               | 4                   | 172               | 95        | 29,81 %     |
| XVIIe       | 2024         | Ensemble pour la République | 87                | 12                  | 99                | 73        | 17,25 %     |
| XVIIe       | 2024 (sept.) | Ensemble pour la République | 84                | 11                  | 95                | 4         | 16,46 %     |
| XVIIe       | 2024 (oct.)  | Ensemble pour la République | 83                | 11                  | 94                | 1         | 16,29 %     |
| XVIIe       | 2024 (nov.)  | Ensemble pour la République | 82                | 11                  | 93                | 1         | 16,11 %     |

## Organisation

### Présidents

#### Liste des présidents successifs
| Portrait                                  | Nom                 | Dates du mandat   | Dates du mandat   | Notes |
| ----------------------------------------- | ------------------- | ----------------- | ----------------- | --- |
|                                           | Richard Ferrand     | 24 juin 2017      | 12 septembre 2018 | Député du Finistère, il est élu en 2017 et devient le premier président du groupe LREM à l'Assemblée nationale. Il quitte cette fonction en 2018 lorsqu'il est élu Président de l'Assemblée nationale. |
|                                           | Gilles Le Gendre    | 12 septembre 2018 | 10 septembre 2020 | Député de Paris, il est élu président en 2018 puis réélu en 2019. Il quitte cette fonction en 2020. |
|                                           | Christophe Castaner | 10 septembre 2020 | 21 juin 2022      | Député des Alpes-de-Haute-Provence, il est élu président en 2020. Il perd son mandat de député lors de l'élection législative de 2022.                                                                 |
|                                           | Aurore Bergé        | 28 juin 2022      | 20 juillet 2023   | Députée des Yvelines, elle est élue présidente du groupe désormais nommé Renaissance en 2022. Elle quitte cette fonction à la suite de sa nomination comme ministre des Solidarités et des Familles.   |
|                                           | Sylvain Maillard    | 26 juillet 2023   | 9 juin 2024       | Député de Paris, il est élu président du groupe Renaissance en 2023. |
| Gabriel Attal sur un plateau télé en 2025 | Gabriel Attal       | 18 juillet 2024   | En cours          | Député des Hauts-de-Seine, il est élu président du groupe Ensemble pour la République en 2024. |

#### Élection du président du23 juillet 2019
| Candidat            | Candidat         | Premier tour | Premier tour |
| Candidat            | Candidat         | Voix         | %            |
| ------------------- | ---------------- | ------------ | ------------ |
|                     | Gilles Le Gendre | 161          | 54,58        |
| Florent Boudié      | 76               | 25,76        |              |
| Olga Givernet       | 28               | 9,49         |              |
| Perrine Goulet      | 17               | 5,76         |              |
| Christophe Jerretie | 12               | 4,07         |              |
| Stéphanie Do        | 1                | 0,34         |              |

#### Élection du président des 9 et10 septembre 2020
| Candidat     | Candidat            | Premier tour | Premier tour | Second tour | Second tour |
| Candidat     | Candidat            | Voix         | %            | Voix        | %           |
| ------------ | ------------------- | ------------ | ------------ | ----------- | ----------- |
|              | Christophe Castaner | 97           | 35,06        | 145         | 54,72       |
| Aurore Bergé | 81                  | 30,11        | 120          | 45,28       |             |
|              | François de Rugy    | 59           | 21,93        |             |             |
|              | Coralie Dubost      | 26           | 9,67         |             |             |
|              | Patrice Anato       | 6            | 2,23         |             |             |

#### Élection du président du22 juin 2022
| Candidat | Candidat            | Premier tour | Premier tour |
| Candidat | Candidat            | Voix         | %            |
| -------- | ------------------- | ------------ | ------------ |
|          | Aurore Bergé        | 88           | 57,52        |
|          | Guillaume Vuilletet | 29           | 18,95        |
|          | Rémy Rebeyrotte     | 25           | 16,34        |
|          | Stella Dupont       | 11           | 7,19         |

#### Élection du président du26 juillet 2023
| Candidat | Candidat              | Premier tour | Premier tour |
| Candidat | Candidat              | Voix         | %            |
| -------- | --------------------- | ------------ | ------------ |
|          | Sylvain Maillard      | 132          | 80,00        |
|          | Frédéric Descrozaille | 33           | 20,00        |

### Présidentes déléguées
| Période           | Période      | Identité       | Parti | Parti | Qualité                               |
| ----------------- | ------------ | -------------- | ----- | ----- | ------------------------------------- |
| 29 septembre 2020 | 22 juin 2022 | Aurore Bergé   |       | LREM  | Présidente du groupe LREM (2022-2023) |
| 29 septembre 2020 | 22 juin 2022 | Coralie Dubost | LREM  |       |                                       |

### Vice-présidents
| Période           | Période           | Identité                    | Parti                                                                               | Parti        | Qualité                                                   |
| ----------------- | ----------------- | --------------------------- | ----------------------------------------------------------------------------------- | ------------ | --------------------------------------------------------- |
| 9 octobre 2018    | 30 avril 2019     | Amélie de Montchalin        |                                                                                     | LREM         | Députée de la 6e circonscription de l'Essonne (2017-2019) |
| septembre 2019    | 22 juin 2022      | Marie Lebec                 | Députée de la 4e circonscription des Yvelines (depuis 2017)                         | LREM         |                                                           |
| 29 septembre 2020 | 22 juin 2022      | Benjamin Dirx               | Député de la 1re circonscription de Saône-et-Loire (depuis 2017)                    | LREM         |                                                           |
| 29 septembre 2020 | 22 juin 2022      | Sophie Beaudouin-Hubière    | Députée de la 1re circonscription de la Haute-Vienne (2017-2022)                    | LREM         |                                                           |
| 29 septembre 2020 | 22 juin 2022      | Guillaume Vuilletet         | Député de la 2e circonscription du Val-d'Oise (depuis 2017)                         | LREM         |                                                           |
| 29 septembre 2020 | 26 juillet 2023   | Sylvain Maillard            |                                                                                     | LREM puis RE | Député de la 1re circonscription de Paris (depuis 2017)   |
| 5 juillet 2022    | 12 septembre 2023 | Emmanuel Lacresse           | Député de la 2e circonscription de Meurthe-et-Moselle (depuis 2022)                 | LREM puis RE |                                                           |
| 5 juillet 2022    | 12 septembre 2023 | Christine Cloarec-Le Nabour | Députée de la 5e circonscription d'Ille-et-Vilaine (depuis 2017)                    | LREM puis RE |                                                           |
| 5 juillet 2022    | 9 juin 2024       | Florent Boudié              | Député de la 10e circonscription de la Gironde (depuis 2012)                        | LREM puis RE |                                                           |
| 5 juillet 2022    | 9 juin 2024       | Marc Ferracci               | Député de la 6e circonscription des Français établis hors de France (depuis 2022)   | LREM puis RE |                                                           |
| 5 juillet 2022    | 9 juin 2024       | Anne Genetet                | Députée de la 11e circonscription des Français établis hors de France (depuis 2017) | LREM puis RE |                                                           |
| 13 septembre 2023 | 9 juin 2024       | Caroline Abadie             | Députée de la 8e circonscription de l'Isère (depuis 2017)                           | LREM puis RE |                                                           |
| 13 septembre 2023 | 9 juin 2024       | David Amiel                 | Député de la 13e circonscription de Paris (depuis 2022)                             | LREM puis RE |                                                           |
| 13 septembre 2023 | 9 juin 2024       | Nadia Hai                   | Députée de la 7e circonscription des Yvelines (depuis 2017)                         | LREM puis RE |                                                           |
| 13 septembre 2023 | 11 février 2024   | Marie Lebec                 | Députée de la 4e circonscription des Yvelines (depuis 2017)                         | LREM puis RE |                                                           |
| 16 juillet 2024   | En cours          | Stéphanie Rist              |                                                                                     | RE           | Députée de la 1re circonscription du Loiret (depuis 2017) |
| 16 juillet 2024   | En cours          | Pierre Cazeneuve            | Député de la 7e circonscription des Hauts-de-Seine (depuis 2022)                    | RE           |                                                           |
| 16 juillet 2024   | En cours          | Julie Delpech               | Députée de la 1re circonscription de la Sarthe (depuis 2022)                        | RE           |                                                           |
| 16 juillet 2024   | 21 octobre 2024   | Marc Ferracci               | Député de la 6e circonscription des Français établis hors de France (depuis 2022)   | RE           |                                                           |
| 16 juillet 2024   | 21 octobre 2024   | Olga Givernet               | Députée de la 3e circonscription de l'Ain (2017-2024, depuis 2025)                  | RE           |                                                           |

### Secrétaires
| Période           | Période     | Identité              | Parti                                                               | Parti        | Qualité                                                       |
| ----------------- | ----------- | --------------------- | ------------------------------------------------------------------- | ------------ | ------------------------------------------------------------- |
| 13 septembre 2023 | 9 juin 2024 | Émilie Chandler       |                                                                     | LREM puis RE | Députée de la 1re circonscription du Val-d'Oise (depuis 2022) |
| 13 septembre 2023 | 9 juin 2024 | Laurence Cristol      | Députée de la 3e circonscription de l'Hérault (depuis 2022)         | LREM puis RE |                                                               |
| 13 septembre 2023 | 9 juin 2024 | Frédéric Descrozaille | Député de la 1re circonscription du Val-de-Marne (depuis 2017)      | LREM puis RE |                                                               |
| 13 septembre 2023 | 9 juin 2024 | Emmanuel Lacresse     | Député de la 2e circonscription de Meurthe-et-Moselle (depuis 2022) | LREM puis RE |                                                               |
| 13 septembre 2023 | 9 juin 2024 | Christine Le Nabour   | Députée de la 5e circonscription d'Ille-et-Vilaine (depuis 2017)    | LREM puis RE |                                                               |

### Trésoriers
| Période           | Période           | Identité       | Parti                                                            | Parti        | Qualité                                                          |
| ----------------- | ----------------- | -------------- | ---------------------------------------------------------------- | ------------ | ---------------------------------------------------------------- |
| 24 juin 2017      | 12 septembre 2018 | Pacôme Rupin   |                                                                  | LREM         | Député de la 7e circonscription de Paris (2017-2022)             |
| 24 juin 2017      | 29 septembre 2020 | Stéphanie Do   | Députée de la 10e circonscription de Seine-et-Marne (2017-2022)  | LREM         |                                                                  |
| 29 septembre 2020 | 22 juin 2022      | Stella Dupont  |                                                                  | LREM puis EC | Députée de la 2e circonscription de Maine-et-Loire (depuis 2017) |
| 29 septembre 2020 | 9 juin 2024       | Béatrice Piron |                                                                  | LREM puis RE | Députée de la 3e circonscription des Yvelines (depuis 2017)      |
| 5 juillet 2022    | 9 juin 2024       | Xavier Roseren | Député de la 6e circonscription de la Haute-Savoie (depuis 2017) | LREM puis RE |                                                                  |

### Secrétaires généraux
- 2017-2018 : Jérôme Taillé-Rousseau
- 2018-2020 : Pierre Herrero
- 2020-2022 : Fanny Le Luel
- Depuis 2022 : Deborah Abisror-de Lieme

### Porte-paroles
| Période           | Période           | Identité                 | Parti                                                                              | Parti | Qualité                                                                      |
| ----------------- | ----------------- | ------------------------ | ---------------------------------------------------------------------------------- | ----- | ---------------------------------------------------------------------------- |
| 5 juillet 2022    | 20 juillet 2023   | Sabrina Agresti-Roubache |                                                                                    | RE    | Députée de la 1re circonscription des Bouches-du-Rhône (2022-2023)           |
| 5 juillet 2022    | 20 juillet 2023   | Prisca Thevenot          | Députée de la 8e circonscription des Hauts-de-Seine (2022-2023, depuis 2024)       | RE    |                                                                              |
| 5 juillet 2022    | 12 septembre 2023 | Éric Poulliat            | Député de la 6e circonscription de la Gironde (2017-2024)                          | RE    |                                                                              |
| 5 juillet 2022    | 12 septembre 2023 | Charles Sitzenstuhl      | Député de la 5e circonscription du Bas-Rhin (depuis 2022)                          | RE    |                                                                              |
| 5 juillet 2022    | 9 juin 2024       | Maud Bregeon             | Députée de la 13e circonscription des Hauts-de-Seine (2022-2024, depuis 2025)      | RE    |                                                                              |
| 5 juillet 2022    | 9 juin 2024       | Benjamin Haddad          | Député de la 14e circonscription de Paris (2022-2024)                              | RE    |                                                                              |
| 5 juillet 2022    | 9 juin 2024       | Violette Spillebout      | Députée de la 9e circonscription du Nord (depuis 2022)                             | RE    |                                                                              |
| 13 septembre 2023 | 9 juin 2024       | Antoine Armand           | Député de la 2e circonscription de la Haute-Savoie (2022-2024, depuis 2025)        | RE    |                                                                              |
| 13 septembre 2023 | 9 juin 2024       | Fanta Berete             | Députée de la 12e circonscription de Paris (2022-2024)                             | RE    |                                                                              |
| 13 septembre 2023 | 9 juin 2024       | Céline Calvez            | Députée de la 5e circonscription des Hauts-de-Seine (depuis 2017)                  | RE    |                                                                              |
| 13 septembre 2023 | 9 juin 2024       | Pierre Cazeneuve         | Député de la 7e circonscription des Hauts-de-Seine (depuis 2022)                   | RE    |                                                                              |
| 13 septembre 2023 | 9 juin 2024       | Olga Givernet            | Députée de la 3e circonscription de l'Ain (2017-2024, depuis 2025)                 | RE    |                                                                              |
| 13 septembre 2023 | 9 juin 2024       | Alexis Izard             | Député de la 3e circonscription de l'Essonne (2022-2024)                           | RE    |                                                                              |
| 13 septembre 2023 | 9 juin 2024       | Ludovic Mendes           | Député de la 2e circonscription de la Moselle (depuis 2017)                        | RE    |                                                                              |
| 13 septembre 2023 | 9 juin 2024       | Benoit Mournet           | Député de la 2e circonscription des Hautes-Pyrénées (2022-2024)                    | RE    |                                                                              |
| 13 septembre 2023 | 9 juin 2024       | Charles Rodwell          | Député de la 1re circonscription des Yvelines (depuis 2022)                        | RE    |                                                                              |
| 13 septembre 2023 | 9 juin 2024       | Christopher Weissberg    | Député de la 1re circonscription des Français établis hors de France (2022-2024)   | RE    |                                                                              |
| 16 octobre 2024   | En cours          | Prisca Thevenot          |                                                                                    | RE    | Députée de la 8e circonscription des Hauts-de-Seine (2022-2023, depuis 2024) |
| 16 octobre 2024   | En cours          | Paul Midy                | Député de la 5e circonscription de l'Essonne (depuis 2022)                         | RE    |                                                                              |
| 16 octobre 2024   | En cours          | Éléonore Caroit          | Députée de la 2e circonscription des Français établis hors de France (depuis 2022) | RE    |                                                                              |
| 16 octobre 2024   | En cours          | Ludovic Mendes           | Député de la 2e circonscription de la Moselle (depuis 2017)                        | RE    |                                                                              |
| 16 octobre 2024   | En cours          | Laure Miller             | Députée de la 2e circonscription de la Marne (depuis 2023)                         | RE    |                                                                              |
| 16 octobre 2024   | En cours          | Jean Terlier             | Député de la 3e circonscription du Tarn (depuis 2017)                              | RE    |                                                                              |
| 16 octobre 2024   | En cours          | Marie Lebec              | Députée de la 4e circonscription des Yvelines (depuis 2017)                        | RE    |                                                                              |

## Membres

### Membres

#### Sous laXVIIelégislature

##### Liste des apparentés
| Parti | Parti | Nom                  | Circonscription                                         |
| ----- | ----- | -------------------- | ------------------------------------------------------- |
|       | RE    | Olivier Becht        | 5e circonscription du Haut-Rhin                         |
|       | RE    | Eléonore Caroit      | 2e circonscription des Français établis hors de France  |
|       | RE    | Lionel Causse        | 2e circonscription des Landes                           |
|       | RE    | Yannick Chenevard    | 1re circonscription du Var                              |
|       | LR    | Sébastien Huyghe     | 5e circonscription du Nord                              |
|       | RE    | Amal Amélia Lakrafi  | 10e circonscription des Français établis hors de France |
|       | RE    | Constance Le Grip    | 6e circonscription des Hauts-de-Seine                   |
|       | PRV   | Bastien Marchive     | 1re circonscription des Deux-Sèvres                     |
|       | RE    | Ludovic Mendes       | 2e circonscription de la Moselle                        |
|       | RE    | Anne-Sophie Ronceret | 1re circonscription des Yvelines                        |
|       | RE    | Stéphane Travert     | 3e circonscription de la Manche                         |

#### Sous laXVIelégislature

##### Liste des apparentés
| Nuance         | Nuance | Nom                              | Circonscription                                        |
| -------------- | ------ | -------------------------------- | ------------------------------------------------------ |
|                | EC     | Mireille Clapot                  | 1re circonscription de la Drôme                        |
| Ingrid Dordain | EC     | 2e circonscription de la Somme   |                                                        |
| Cécile Rilhac  | EC     | 3e circonscription du Val-d'Oise |                                                        |
|                | PRV    | Bastien Marchive                 | 1re circonscription des Deux-Sèvres                    |
| David Valence  | PRV    | 2e circonscription des Vosges    |                                                        |
|                | DVD    | Damien Abad                      | 5e circonscription de l'Ain                            |
|                | RE     | Olivier Becht                    | 5e circonscription du Haut-Rhin                        |
|                | FP     | Benoît Bordat                    | 2e circonscription de la Côte-d'Or                     |
|                | DVC    | Stéphane Vojetta                 | 5e circonscription des Français établis hors de France |

##### Représentation partisane
| Parti | Parti                                | Nombre |
| ----- | ------------------------------------ | ------ |
|       | Renaissance                          | 150    |
|       | En commun                            | 3      |
|       | Parti radical                        | 3      |
|       | Fédération progressiste              | 2      |
|       | Horizons                             | 2      |
|       | Calédonie ensemble                   | 1      |
|       | Générations NC                       | 1      |
|       | Union des démocrates et indépendants | 1      |
|       | Divers droite                        | 1      |
|       | Divers centre                        | 1      |
| Total | Total                                | 169    |

#### Sous laXVelégislature

##### Liste des apparentés
| Nuance | Nuance | Nom                | Circonscription                  |
| ------ | ------ | ------------------ | -------------------------------- |
|        | TdP    | Francis Chouat     | 1re circonscription de l'Essonne |
|        | LREM   | Fiona Lazaar       | 5e circonscription du Val-d'Oise |
|        | DVC    | Florence Morlighem | 11e circonscription du Nord      |
|        | DVD    | Éric Woerth        | 4e circonscription de l'Oise     |

Notes
- Xavier Batut (1976), quitte le parti le 6 février 2020[61].
- Frédérique Lardet (1966), quitte le parti le 26 janvier 2020[62].
- Patricia Mirallès (1967), quitte le parti le 21 février 2020[63].

##### Représentation partisane
|            | Parti      | Parti                                     | Nombre |
| ---------- | ---------- | ----------------------------------------- | ------ |
| Membres    |            | La République en marche                   | 167    |
| Membres    |            | Territoires de progrès                    | 49     |
| Membres    |            | En commun                                 | 10     |
| Membres    |            | Parti radical                             | 7      |
| Membres    |            | Horizons                                  | 5      |
| Membres    |            | Alliance centriste                        | 4      |
| Membres    |            | Divers centre                             | 4      |
| Membres    |            | Parti écologiste                          | 2      |
| Membres    |            | Guadeloupe unie, solidaire et responsable | 1      |
| Membres    |            | Cap sur l'avenir                          | 1      |
| Membres    |            | Divers gauche                             | 1      |
| Membres    | Sous-total | Sous-total                                | 251    |
| Apparentés |            | La République en marche                   | 1      |
| Apparentés |            | Territoires de progrès                    | 1      |
| Apparentés |            | Divers centre                             | 1      |
| Apparentés |            | Divers droite                             | 1      |
| Apparentés | Sous-total | Sous-total                                | 4      |
| Total      | Total      | Total                                     | 255    |

##### Membres du gouvernement retournés à l'Assemblée nationale
| # | Nom                 | Circonscription                                | Fonction(s) gouvernementale(s)                                                                                      | Date d'entrée au gouvernement | Date de retour   | Durée au gouvernement     | Source |
| - | ------------------- | ---------------------------------------------- | --- | ----------------------------- | ---------------- | ------------------------- | ------ |
| 1 | Stéphane Travert    | 3e circonscription de la Manche                | Ministre de l'Agriculture et de l'Alimentation                                                                      | 21 juin 2017                  | 16 novembre 2018 | 1 an, 4 mois et 26 jours  |        |
| 2 | Benjamin Griveaux   | 5e circonscription de Paris                    | - Secrétaire d'État auprès du ministre de l'Économie et des Finances - Porte-parole du gouvernement                 | 21 juin 2017                  | 28 avril 2019    | 1 an, 10 mois et 7 jours  |        |
| 3 | Mounir Mahjoubi     | 16e circonscription de Paris                   | Secrétaire d'État chargé du Numérique                                                                               | 17 mai 2017                   | 28 avril 2019    | 1 an, 11 mois et 11 jours |        |
| 4 | François de Rugy    | 1re circonscription de la Loire-Atlantique     | Ministre de la Transition écologique et solidaire                                                                   | 4 septembre 2018              | 17 août 2019     | 11 mois et 13 jours       |        |
| 5 | Christophe Castaner | 2e circonscription des Alpes-de-Haute-Provence | - Porte-parole du gouvernement - Secrétaire d'État chargé des Relations avec le Parlement - Ministre de l'Intérieur | 17 mai 2017                   | 4 août 2020      | 3 ans, 2 mois et 18 jours | [ 64 ] |
| 6 | Christelle Dubos    | 12e circonscription de la Gironde              | Secrétaire d'État auprès du ministre des Solidarités et de la Santé                                                 | 16 octobre 2018               | 4 août 2020      | 1 an, 9 mois et 19 jours  | [ 64 ] |
| 7 | Brune Poirson       | 3e circonscription de Vaucluse                 | Secrétaire d'État auprès du ministre de la Transition écologique et solidaire                                       | 21 juin 2017                  | 4 août 2020      | 3 ans, 1 mois et 14 jours | [ 64 ] |

##### Anciens membres

###### Membres du gouvernement
| #  | Nom                    | Circonscription                                         | Fonction(s) gouvernementale(s)                                                                                   | Date entrée gouvernement | Durée                     | Remarque                                                | Source |
| -- | ---------------------- | ------------------------------------------------------- | --- | ------------------------ | ------------------------- | ------------------------------------------------------- | ------ |
| 1  | Annick Girardin        | Circonscription législative de Saint-Pierre-et-Miquelon | - Ministre des Outre-Mer - Ministre de la Mer                                                                    | 17 mai 2017              | 8 ans, 2 mois et 26 jours | Apparentée au groupe LREM                               |        |
| 2  | Bruno Le Maire         | 1re circonscription de l'Eure                           | Ministre de l'Économie et des Finances                                                                           | 17 mai 2017              | 8 ans, 2 mois et 26 jours |                                                         |        |
| 3  | Gabriel Attal          | 10e circonscription des Hauts-de-Seine                  | - Secrétaire d'État auprès du ministre de l'Éducation nationale et de la Jeunesse - Porte-parole du gouvernement | 16 octobre 2018          | 6 ans, 9 mois et 27 jours |                                                         |        |
| 4  | Amélie de Montchalin   | 6e circonscription de l'Essonne                         | - Secrétaire d'État aux Affaires européennes - Ministre de la Transformation et de la Fonction publiques         | 31 mars 2019             | 6 ans, 4 mois et 12 jours |                                                         |        |
| 5  | Jean-Baptiste Djebbari | 2e circonscription de la Haute-Vienne                   | Ministre délégué chargé des Transports                                                                           | 3 septembre 2019         | 5 ans, 11 mois et 9 jours |                                                         |        |
| 6  | Olivier Véran          | 1re circonscription de l'Isère                          | Ministre des Solidarités et de la Santé                                                                          | 16 février 2020          | 5 ans, 5 mois et 27 jours |                                                         |        |
| 7  | Brigitte Bourguignon   | 6e circonscription du Pas-de-Calais                     | Ministre déléguée auprès du ministre des Solidarités et de la Santé, chargée de l'Autonomie                      | 6 juillet 2020           | 5 ans, 1 mois et 6 jours  |                                                         |        |
| 8  | Nadia Hai              | 11e circonscription des Yvelines                        | Ministre déléguée chargée de la Ville                                                                            | 6 juillet 2020           | 5 ans, 1 mois et 6 jours  | A démissionné pour que son suppléant ne soit pas député | [ 65 ] |
| 9  | Barbara Pompili        | 2e circonscription de la Somme                          | Ministre de la Transition écologique                                                                             | 6 juillet 2020           | 5 ans, 1 mois et 6 jours  |                                                         |        |
| 10 | Bérangère Abba         | 1re circonscription de la Haute-Marne                   | Secrétaire d'État auprès de la Ministre de la Transition écologique, chargée de la Biodiversité                  | 26 juillet 2020          | 5 ans et 17 jours         |                                                         |        |
| 11 | Joël Giraud            | 2e circonscription des Hautes-Alpes                     | Secrétaire d'État chargé de la Ruralité                                                                          | 26 juillet 2020          | 5 ans et 17 jours         |                                                         |        |
| 12 | Olivia Grégoire        | 12e circonscription de Paris                            | Secrétaire d'État chargée de l'Économie sociale, solidaire et responsable                                        | 26 juillet 2020          | 5 ans et 17 jours         |                                                         |        |

###### Autres
| #                              | Nom                          | Circonscription                                        | Date de départ    | Raison du départ | Raison du départ                | Raison du départ | Raison du départ  | Raison du départ         | Raison du départ | Raison du départ | Raison du départ | Raison du départ | Nouveau groupe au 12 août 2025 | Source |
| #                              | Nom                          | Circonscription                                        | Date de départ    | Décès            | Non réélu(e) élection partielle | Démission poste  | Cumul des mandats | Retour ministre remplacé | Exclusion groupe | Démission groupe | Exclusion parti  | Démission parti  | Nouveau groupe au 12 août 2025 | Source |
| ------------------------------ | ---------------------------- | ------------------------------------------------------ | ----------------- | ---------------- | ------------------------------- | ---------------- | ----------------- | ------------------------ | ---------------- | ---------------- | ---------------- | ---------------- | ------------------------------ | ------ |
| 1                              | M'jid El Guerrab             | 9e circonscription des Français établis hors de France | 5 septembre 2017  |                  |                                 |                  |                   |                          |                  | X                |                  | X                | Agir ensemble                  |        |
| 2                              | Isabelle Muller-Quoy         | 1re circonscription du Val-d'Oise                      | 16 novembre 2017  |                  | X                               |                  |                   |                          |                  |                  | NC               | NC               | NC                             |        |
| 3                              | Jean-Michel Clément          | 3e circonscription de la Vienne                        | 24 avril 2018     |                  |                                 |                  |                   |                          |                  | X                |                  | X                | Libertés et territoires        |        |
| 4                              | Frédérique Dumas             | 13e circonscription des Hauts-de-Seine                 | 16 septembre 2018 |                  |                                 |                  |                   |                          |                  | X                |                  | X                | Libertés et territoires        |        |
| 5                              | Manuel Valls                 | 1re circonscription de l'Essonne                       | 3 octobre 2018    |                  |                                 | X                |                   |                          |                  |                  | NC               | NC               | NC                             |        |
| 6                              | François-Michel Lambert      | 10e circonscription des Bouches-du-Rhône               | 17 octobre 2018   |                  |                                 |                  |                   |                          |                  | X                | NC (Autre parti) | NC (Autre parti) | Libertés et territoires        |        |
| 7                              | Paul Molac                   | 4e circonscription du Morbihan                         | 17 octobre 2018   |                  |                                 |                  |                   |                          |                  | X                |                  | X                | Libertés et territoires        |        |
| 8                              | Grégory Galbadon             | 3e circonscription de la Manche                        | 16 novembre 2018  |                  |                                 |                  |                   | X                        |                  |                  | NC               | NC               | NC                             |        |
| 9                              | Sébastien Nadot              | 10e circonscription de la Haute-Garonne                | 20 décembre 2018  |                  |                                 |                  |                   |                          | X                |                  |                  | X                | Libertés et territoires        |        |
| 10                             | Joachim Son-Forget           | 6e circonscription des Français établis hors de France | 29 décembre 2018  |                  |                                 |                  |                   |                          |                  | X                |                  | X                | Non-Inscrits                   |        |
| 11                             | Matthieu Orphelin            | 1re circonscription de Maine-et-Loire                  | 6 février 2019    |                  |                                 |                  |                   |                          |                  | X                |                  | X                | Non-Inscrits                   |        |
| 12                             | Élise Fajgeles               | 5e circonscription de Paris                            | 28 avril 2019     |                  |                                 |                  |                   | X                        |                  |                  | NC               | NC               | NC                             |        |
| 13                             | Delphine O                   | 6e circonscription de Paris                            | 28 avril 2019     |                  |                                 |                  |                   | X                        |                  |                  | NC               | NC               | NC                             |        |
| 14                             | Sandrine Josso               | 7e circonscription de la Loire-Atlantique              | 11 juin 2019      |                  |                                 |                  |                   |                          |                  | X                |                  | X                | MoDem                          |        |
| 15                             | Agnès Thill                  | 2e circonscription de l'Oise                           | 27 juin 2019      |                  |                                 |                  |                   |                          | X                |                  | X                |                  | UDI                            |        |
| 16                             | Mounir Belhamiti             | 1re circonscription de la Loire-Atlantique             | 16 août 2019      |                  |                                 |                  |                   | X                        |                  |                  | NC               | NC               | NC                             |        |
| 17                             | Jennifer De Temmerman        | 15e circonscription du Nord                            | 13 novembre 2019  |                  |                                 |                  |                   |                          |                  | X                |                  | X                | Libertés et territoires        | [ 66 ] |
| 18                             | Sabine Thillaye              | 5e circonscription d'Indre-et-Loire                    | 29 janvier 2020   |                  |                                 |                  |                   |                          | X                |                  |                  |                  | MoDem                          | [ 67 ] |
| 19                             | Paula Forteza                | 2e circonscription des Français établis hors de France | 30 janvier 2020   |                  |                                 |                  |                   |                          |                  | X                |                  | X                | Non-Inscrits                   | ,      |
| 20                             | Frédérique Tuffnell          | 2e circonscription de la Charente-Maritime             | 7 février 2020    |                  |                                 |                  |                   |                          |                  | X                |                  | X                | MoDem                          | ,      |
| 21                             | François André               | 3e circonscription d'Ille-et-Vilaine                   | 11 février 2020   | X                |                                 |                  |                   |                          |                  |                  | NC               | NC               | NC                             |        |
| 22                             | Delphine Bagarry             | 1re circonscription des Alpes-de-Haute-Provence        | 2 mars 2020       |                  |                                 |                  |                   |                          |                  | X                |                  | X                | Non-Inscrits                   | [ 70 ] |
| 23                             | Albane Gaillot               | 11e circonscription du Val-de-Marne                    | 4 mars 2020       |                  |                                 |                  |                   |                          |                  | X                |                  | X                | Non-Inscrits                   | [ 71 ] |
| 24                             | Jean-François Cesarini       | 1re circonscription de Vaucluse                        | 29 mars 2020      | X                |                                 |                  |                   |                          |                  |                  | NC               | NC               | NC                             |        |
| 25                             | Martine Wonner               | 4e circonscription du Bas-Rhin                         | 6 mai 2020        |                  |                                 |                  |                   |                          | X                |                  | X                |                  | Non-Inscrits                   | [ 72 ] |
| 26                             | Olivier Gaillard             | 5e circonscription du Gard                             | 13 mai 2020       |                  |                                 |                  |                   |                          |                  | X                |                  | X                | NC                             | [ 73 ] |
| 27                             | Émilie Cariou                | 2e circonscription de la Meuse                         | 19 mai 2020       |                  |                                 |                  |                   |                          |                  | X                |                  | X                | Non-inscrits                   | [ 74 ] |
| 28                             | Annie Chapelier              | 4e circonscription du Gard                             | 19 mai 2020       |                  |                                 |                  |                   |                          |                  | X                |                  | X                | Agir ensemble                  | [ 74 ] |
| 29                             | Guillaume Chiche             | 1re circonscription des Deux-Sèvres                    | 19 mai 2020       |                  |                                 |                  |                   |                          |                  | X                |                  |                  | Non-inscrits                   | [ 74 ] |
| 30                             | Yolaine de Courson           | 4e circonscription de la Côte-d'Or                     | 19 mai 2020       |                  |                                 |                  |                   |                          |                  | X                |                  |                  | MoDem                          | [ 74 ] |
| 31                             | Hubert Julien-Laferrière     | 2e circonscription du Rhône                            | 19 mai 2020       |                  |                                 |                  |                   |                          |                  | X                |                  | X                | Non-inscrits                   | [ 74 ] |
| 32                             | Aurélien Taché               | 10e circonscription du Val-d'Oise                      | 19 mai 2020       |                  |                                 |                  |                   |                          |                  | X                |                  | X                | Non-inscrits                   | [ 74 ] |
| 33                             | Cédric Villani               | 5e circonscription de l'Essonne                        | 19 mai 2020       |                  |                                 |                  |                   |                          |                  | X                | X                |                  | Non-inscrits                   | ,      |
| 34                             | Christophe Euzet             | 7e circonscription de l'Hérault                        | 26 mai 2020       |                  |                                 |                  |                   |                          |                  | X                |                  |                  | Agir ensemble                  | [ 76 ] |
| 35                             | Thomas Gassilloud            | 10e circonscription du Rhône                           | 26 mai 2020       |                  |                                 |                  |                   |                          |                  | X                |                  |                  | Agir ensemble                  | [ 76 ] |
| 36                             | Dimitri Houbron              | 17e circonscription du Nord                            | 26 mai 2020       |                  |                                 |                  |                   |                          |                  | X                |                  |                  | Agir ensemble                  | [ 76 ] |
| 37                             | Philippe Huppé               | 5e circonscription de l'Hérault                        | 26 mai 2020       |                  |                                 |                  |                   |                          |                  | X                | NC (Autre parti) | NC (Autre parti) | Agir ensemble                  | [ 76 ] |
| 38                             | Aina Kuric                   | 2e circonscription de la Marne                         | 26 mai 2020       |                  |                                 |                  |                   |                          |                  | X                |                  | X                | Agir ensemble                  | [ 76 ] |
| 39                             | Jean-Charles Larsonneur      | 2e circonscription du Finistère                        | 26 mai 2020       |                  |                                 |                  |                   |                          |                  | X                |                  |                  | Agir ensemble                  | [ 76 ] |
| 40                             | Valérie Petit                | 9e circonscription du Nord                             | 26 mai 2020       |                  |                                 |                  |                   |                          |                  | X                |                  | X                | Agir ensemble                  | [ 76 ] |
| 41                             | Emmanuelle Fontaine-Domeizel | 2e circonscription des Alpes-de-Haute-Provence         | 3 août 2020       |                  |                                 |                  |                   | X                        |                  |                  | NC               | NC               | NC                             |        |
| 42                             | Pascal Lavergne              | 12e circonscription de la Gironde                      | 3 août 2020       |                  |                                 |                  |                   | X                        |                  |                  | NC               | NC               | NC                             |        |
| 43                             | Christophe Jerretie          | 1re circonscription de la Corrèze                      | 5 août 2020       |                  |                                 |                  |                   |                          |                  | X                |                  |                  | MoDem                          | ,      |
| 44                             | Michèle Crouzet              | 3e circonscription de l'Yonne                          | 29 août 2020      |                  |                                 |                  |                   |                          |                  | X                |                  | X                | MoDem                          | [ 79 ] |
| 45                             | Christophe Blanchet          | 4e circonscription du Calvados                         | 7 septembre 2020  |                  |                                 |                  |                   |                          |                  | X                | NC (Autre parti) | NC (Autre parti) | MoDem                          | [ 80 ] |
| 46                             | Perrine Goulet               | 1re circonscription de la Nièvre                       | 7 septembre 2020  |                  |                                 |                  |                   |                          |                  | X                |                  |                  | MoDem                          | [ 81 ] |
| 47                             | Blandine Brocard             | 5e circonscription du Rhône                            | 7 septembre 2020  |                  |                                 |                  |                   |                          |                  | X                |                  |                  | MoDem                          | [ 81 ] |
| 48                             | Pascale Fontenel-Personne    | 3e circonscription de la Sarthe                        | 14 septembre 2020 |                  |                                 |                  |                   |                          |                  | X                |                  |                  | MoDem                          | [ 82 ] |
| 49                             | Benoît Potterie              | 8e circonscription du Pas-de-Calais                    | 18 septembre 2020 |                  |                                 |                  |                   |                          |                  | X                |                  |                  | Agir ensemble                  |        |
| 50                             | Benoît Simian                | 5e circonscription de la Gironde                       | 7 octobre 2020    |                  |                                 |                  |                   |                          |                  | X                |                  |                  | Libertés et territoires        |        |
| 51                             | Philippe Folliot             | 1re circonscription du Tarn                            | 8 octobre 2020    |                  |                                 |                  | X                 |                          |                  |                  | NC               | NC               | NC                             |        |
| 52                             | Loïc Kervran                 | 3e circonscription du Cher                             | 19 décembre 2020  |                  |                                 |                  |                   |                          |                  | X                |                  | X                | Agir ensemble                  |        |
| 53                             | Brune Poirson                | 3e circonscription du Vaucluse                         | 5 avril 2021      |                  |                                 | X                |                   |                          |                  |                  | NC               | NC               | NC                             | [ 83 ] |
| 54                             | Benjamin Griveaux            | 5e circonscription de Paris                            | 11 mai 2021       |                  |                                 | X                |                   |                          |                  |                  | NC               | NC               | NC                             | [ 84 ] |
| 55                             | Alexandra Louis              | 3e circonscription des Bouches-du-Rhône                | 7 juillet 2021    |                  |                                 |                  |                   |                          |                  | X                |                  | X                | Agir ensemble                  |        |
| 56                             | Mustapha Laabid              | 1re circonscription d'Ille-et-Vilaine                  | 6 septembre 2021  |                  |                                 | X                |                   |                          |                  |                  | NC               | NC               | NC                             |        |
| 57                             | Samantha Cazebonne           | 5e circonscription des Français établis hors de France | 1er octobre 2021  |                  |                                 |                  | X                 |                          |                  |                  | NC               | NC               | NC                             |        |
| 58                             | Stéphanie Kerbarh            | 9e circonscription de la Seine-Maritime                | 21 octobre 2021   |                  |                                 |                  |                   |                          |                  | X                | X                |                  | Libertés et territoires        |        |
| 59                             | Frédérique Lardet            | 2e circonscription de la Haute-Savoie                  | 29 janvier 2022   |                  |                                 | X                |                   |                          |                  |                  | NC               | NC               | NC                             | [ 85 ] |
| Élections législatives de 2022 |                              |                                                        |                   |                  |                                 |                  |                   |                          |                  |                  |                  |                  |                                |        |
| Élections anticipées de 2024   |                              |                                                        |                   |                  |                                 |                  |                   |                          |                  |                  |                  |                  |                                |        |
| 60                             | Charlotte Parmentier-Lecocq  | 6e circonscription du Nord                             | 9 septembre 2024  |                  |                                 |                  |                   |                          |                  |                  |                  | X                | Horizons et indépendants       | [ 60 ] |
| 61                             | Xavier Roseren               | 6e circonscription de la Haute-Savoie                  | 9 septembre 2024  |                  |                                 |                  |                   |                          |                  |                  |                  | X                | Horizons et indépendants       | [ 60 ] |
| 62                             | Sophie Errante               | 10e circonscription de la Loire-Atlantique             | 20 septembre 2024 |                  |                                 |                  |                   |                          |                  |                  |                  | X                | Non-inscrits                   | [ 60 ] |
| 63                             | Stella Dupont                | 2e circonscription de Maine-et-Loire                   | 3 octobre 2024    |                  |                                 |                  |                   |                          |                  |                  |                  |                  | Non-inscrits                   | [ 60 ] |
| Total                          | Total                        | Total                                                  | Total             | 2                | 1                               | 5                | 2                 | 7                        | 4                | 39               | 4                | 27               |                                |        |

##### Membres du bureau de l’Assemblée nationale
Le président de l'Assemblée nationale a été élu le 27 juin 2017 et il est issu du groupe :
- François de Rugy (1973), élu de la Loire-Atlantique (première circonscription) ;
- Richard Ferrand (1962), élu du Finistère (sixième circonscription), le remplace le 12 septembre 2018 après la nomination de de Rugy au ministère de la Transition écologique et solidaire.

##### Présidents de commission
Depuis le 29 juin 2017, au début de la XVe législature, six des huit commissions de l’Assemblée nationale sont présidées par un membre du groupe :
- Bruno Studer (1978), élu du Bas-Rhin (troisième circonscription), président de la commission des Affaires culturelles et de l'Éducation ;
- Roland Lescure (1966), élu des Français établis hors de France (première circonscription), président de la commission des Affaires économiques ;
- Fadila Khattabi (1962), élue de Côte d'Or (troisième circonscription), présidente de la commission des Affaires sociales.
- Jean-Jacques Bridey (1953), élue du Val-de-Marne (septième circonscription), président de la commission de la Défense nationale et des Forces armées ;
- Véronique Riotton (1969), élue de la Haute-Savoie (première circonscription), présidente de la commission du Développement durable et de l'Aménagement du territoire ;
- Yaël Braun-Pivet (1970), élue des Yvelines (cinquième circonscription), présidente de la commission des Lois.

## Identité visuelle

Première version du logotype (2017-2022).
Seconde version du logotype (2022).
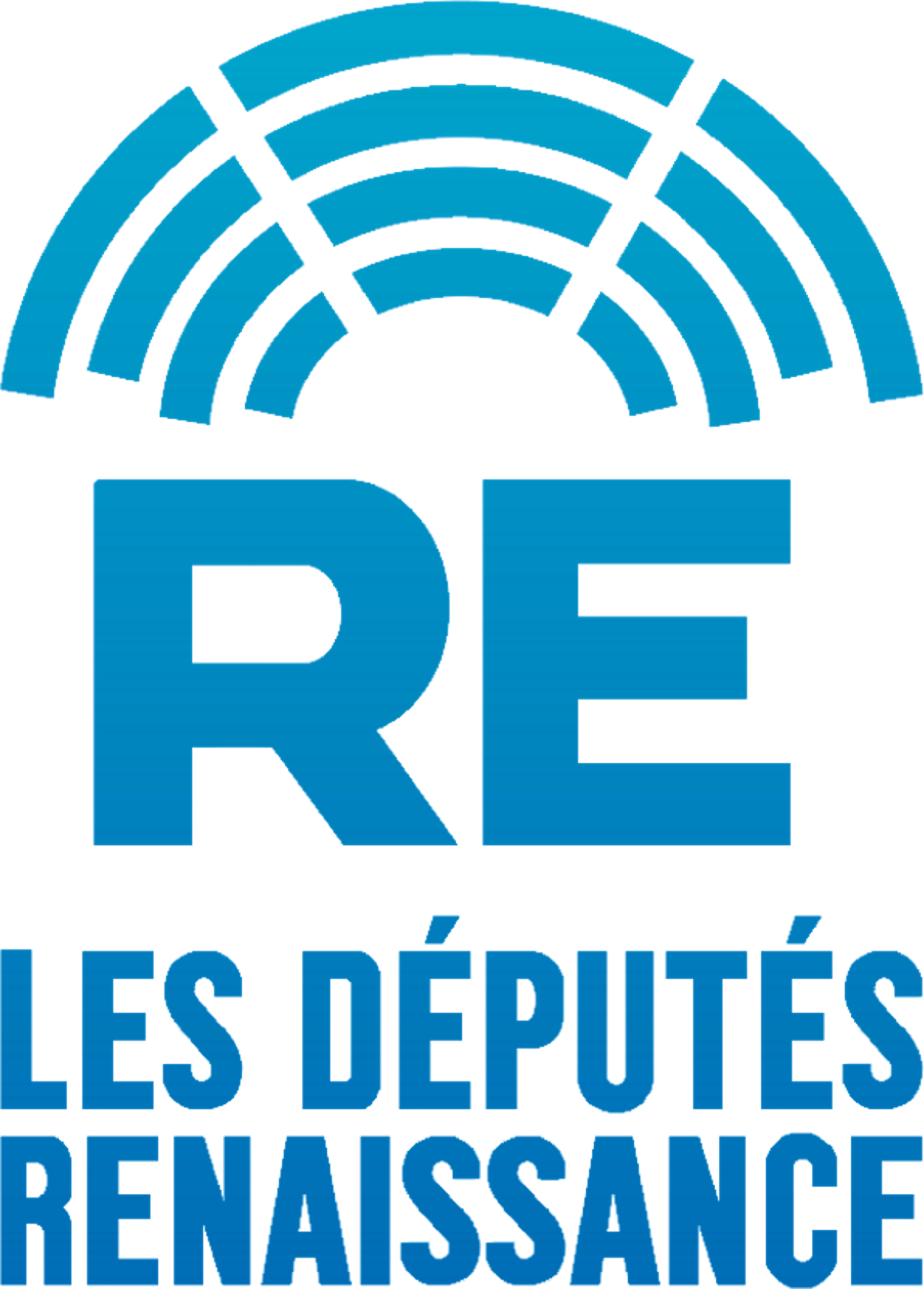
Troisième version du logotype (2022-2024).
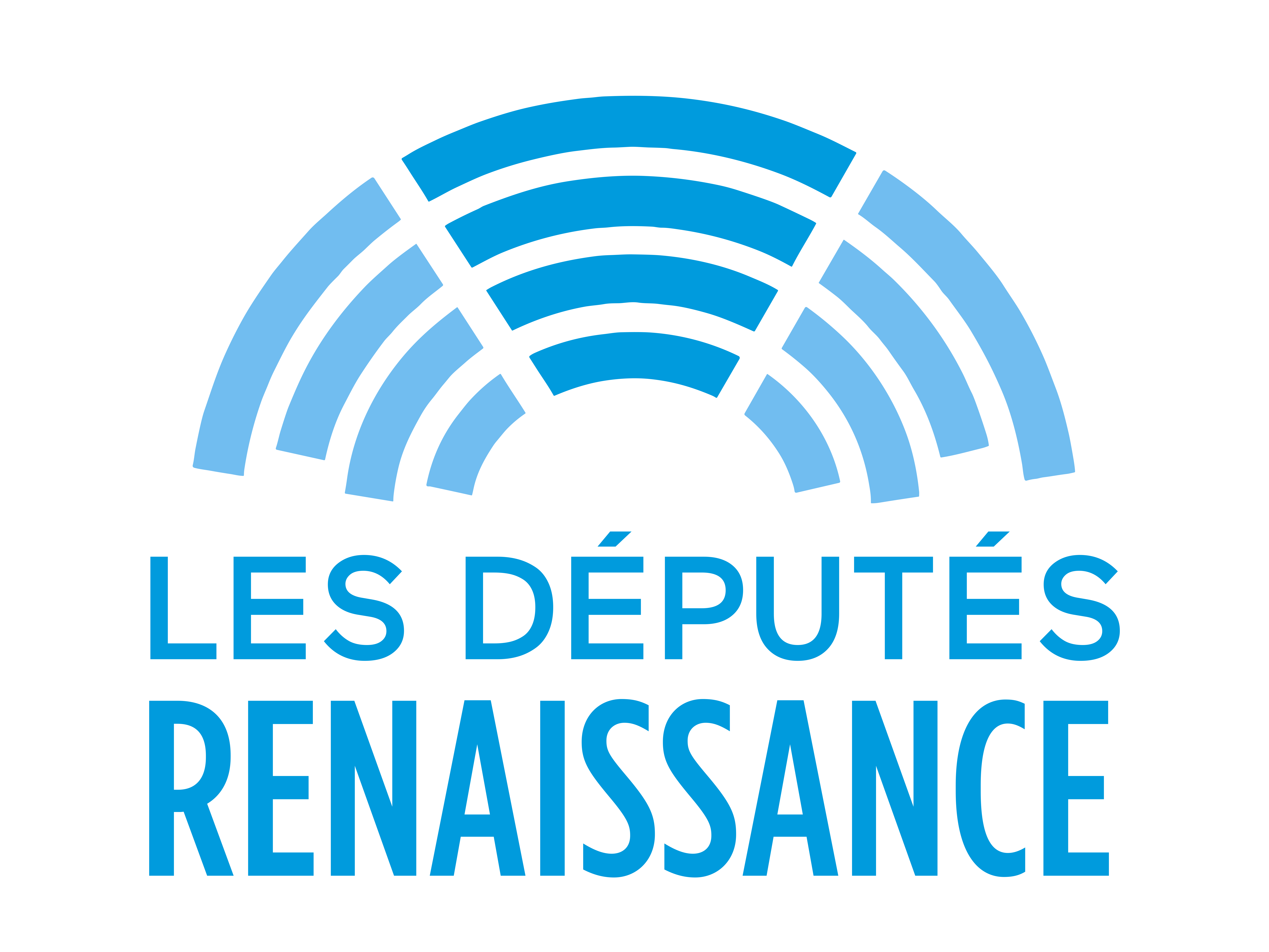
Quatrième version du logotype (2024).
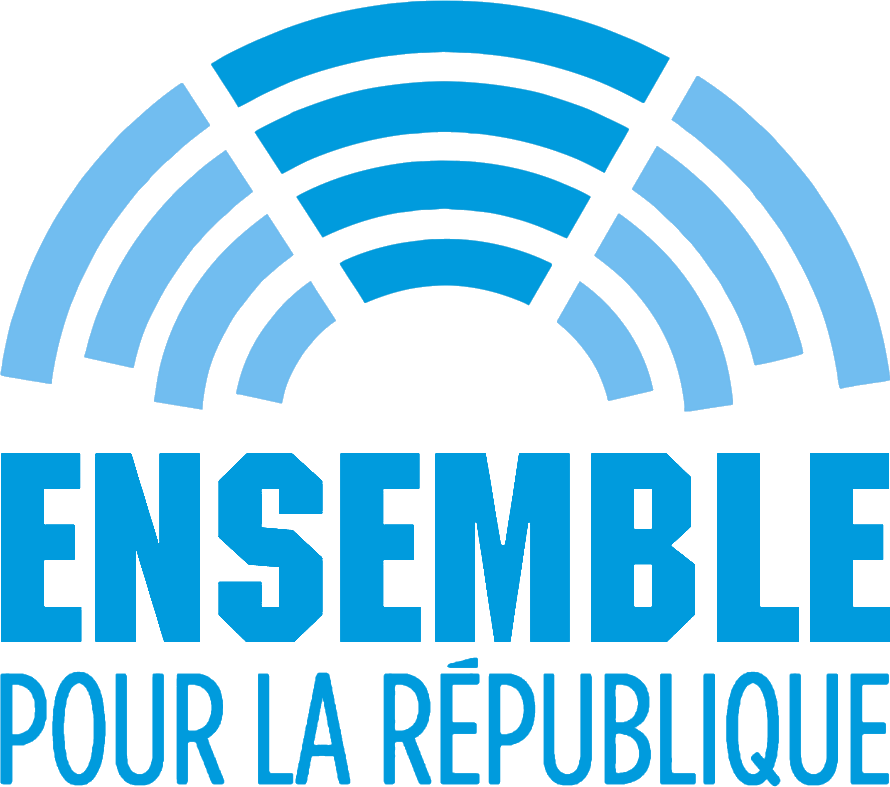
Cinquième version du logotype (depuis 2024).